# تین‌ول
تین‌ول (به انگلیسی: Tinwell) یک روستا و محله مدنی در بریتانیا است که در راتلند واقع شده‌است. تین‌ول ۲۰۹ نفر جمعیت دارد.